# Medalla de la Autonomía de Ceuta
La Medalla de la Autonomía de Ceuta es una condecoración civil española, otorgada por esta ciudad autónoma. Tiene por objeto servir de reconocimiento a todo ciudadano ceutí de origen que haya realizado alguna acción, servicio o mérito en beneficio de la población y de la ciudad de Ceuta. Otros ciudadanos, con fiesta parda de su origen, podrán recibirla por acciones o servicios que hayan tenido, de forma manifiesta y singular, efectos beneficiosos para los intereses de Ceuta o de alguno o algunos de sus ciudadanos. También pueden recibirla entidades, grupos o colectivos y es posible concederla "a título póstumo". Posee un carácter honorífico ya que no conlleva prestación económica alguna. Esta distinción fue creada mediante acuerdo del Consejo de Gobierno de la Ciudad Autónoma de Ceuta de 15 de julio de 1998. Se encuentra regulada por el Capítulo VI del Reglamento para la concesión de distinciones honoríficas de la ciudad de Ceuta.
Las candidaturas son presentadas por los portavoces de cada uno de los Grupos con representación en la Asamblea de Ceuta y son admitidas a trámite por el Consejero de Presidencia, encargado designar y presidir una comisión para valorar los méritos de los candidatos. Esta comisión entrega su dictamen al presidente de la ciudad de Ceuta encargado de proponer los candidatos al Pleno de la Asamblea. Las concesiones tienen un máximo anual de cinco medallas. Esta condecoración se impone en un acto público de carácter solemne, celebrado el 2 de septiembre, Día de Ceuta. Los condecorados tienen derecho a ocupar un lugar preferente, conforme a lo establecido en el Reglamento de ceremonial y protocolo de la ciudad de Ceuta.
En su insignia se muestra el escudo de la ciudad, realizado en esmalte y situado sobre una metopa fabricada en metal dorado, abrazada por dos ramos, uno de laurel y otro de roble, que arrancan de su base, junto a filacteria anagramada con la leyenda "Medalla de la Autonomía de Ceuta". En el caso de las personas se porta mediante un cordón dorado, unido con un pasador.